# 牛ヘルペスウイルス1型感染症
牛ヘルペスウイルス1型感染症（うしへるぺすういるすいちがたかんせんしょう、英:bovine herpesvirus type 1 infection）とはヘルペスウイルス科牛ヘルペスウイルス1型（BHV-1）感染による牛の感染症。牛伝染性鼻気管炎（IBR）とも呼ばれていた。感染牛の鼻汁、涙液、生殖器の分泌物を介して気道感染を起こす。原因ウイルスは三叉神経節、腰椎神経節、仙椎神経節に潜伏感染し、生涯にわたり感染し続ける。臨床症状として漿液性鼻汁、発熱、元気消失を示し、雌では膣炎、子宮内膜炎を引き起こし不妊症を引き起こし、妊娠4〜7ヶ月に感染すると2週間〜3ヶ月後（妊娠6〜9ヶ月）に流産を引き起こす。また、流産後約半数で胎盤停滞を示す。雄では亀頭包皮炎、精嚢腺の変性壊死を引き起こす。感染初期には上部気道細胞に核内封入体を形成する。治療には対症療法が行われる。弱毒生ワクチンおよび不活化ワクチンが実用化されている。